# ヘニーヒューズ
ヘニーヒューズ（Henny Hughes、2003年4月5日 - ）は、アメリカ合衆国の競走馬・種牡馬。
現役時はおもにアメリカ合衆国のダート短距離路線で活躍し、G1競走で2勝2着3回の成績を残した。種牡馬としては名牝ビホルダーを出した後、日本で出走した産駒が顕著な活躍を示したことから日本に輸入された。

## 経歴

### デビュー前
1歳時のセリで18万ドルで落札される。2歳時に再びセリに出て37万ドルの値がつけられるも、希望額に達せず主取りとなっている。

### 2歳時（2005年）
パトリック・ビアンコーネ調教師のもとでデビューし、2戦目のステークスで15馬身差をつけるなど、いずれも完勝の3連勝で重賞初勝利を挙げる。2連勝後にダーレーが非公開で購入する。その後G1に挑戦するも、ホープフルステークス、シャンペンステークスでともにファーストサムライに敗れて2着に終わった。シャンペンステークスの後、マクトゥーム家と関係の深い、キアラン・マクラフリン厩舎に転厩する。ブリーダーズカップ・ジュヴェナイルではファーストサムライに先着するも、スティーヴィーワンダーボーイに差されてまたも2着に終わった。レース後にシェイク・モハメドの長男シェイク・ラシッドが率いるザビールレーシングインターナショナルに馬主名義が変わっている。

### 3歳時（2006年）
1月中旬にドバイに移動し、シェイク・ラシッドの所有馬を管理するアレック・レアード調教師のもとで調教を再開する。春の目標をUAEダービーに設定し、距離不安からケンタッキーダービーへの参戦は考慮されていなかった。ただ、輸送などに時間を要したことから、この時点でレースへの復帰の目処は立てられない状況であった。結局、調整が間に合わず、春は全休することとなった。
その後マクラフリン厩舎に戻り、2006年初戦は7月1日のジャージーショアーブリーダーズカップステークス（米G3）で短距離路線を選択。このレースを10馬身差の大差勝ちを収める。デビュー戦にも騎乗したジョー・ブラーヴォ騎手は当時と比較して「体に身が入って大人になった」と成長の跡を指摘している。続くキングスビショップステークスを5･1/4馬身差で勝利し、G1初制覇を飾る。この勝利に対し、鞍上のジョン・ヴェラスケス騎手は「私はただ乗っていただけだ」と、楽勝ぶりを語っている。古馬との初対決となったヴォスバーグステークスも、2･3/4馬身差をつけて当時のレースレコードで快勝し、G1を連勝した。
G1連勝で臨んだ大一番のブリーダーズカップ・スプリントでは、スタートでつまづき、馬群に包まれて先手を取れず、そのまま見せ場なく最下位に敗れ、生涯で唯一連対を外してしまう。この敗戦に対し、マクラフリン調教師は騎乗したヴェラスケス騎手の話として、「チャーチルダウンズ競馬場に適応できなかった」と敗因を述べている。レース後、「この世代で最高の競走馬であることはすでに明らかであり、繁殖としても魅力的である」として、3歳での引退と種牡馬入りが決まった。結局ブリーダーズカップ・スプリントの敗戦が仇となり、エクリプス賞最優秀短距離馬の受賞はならなかった。

## 種牡馬時代
2007年よりダーレー傘下のジョナベルファームで種牡馬として供用される。初年度種付料は4万ドル。シャトル種牡馬としてダーレーオーストラリアの拠点であるケルヴィンサイドスタッドでも供用される。2010年に初年度産駒がデビューするも、期待ほどの産駒成績を残せず、種付料は急落。2012年7月にオーストラリアのレンジビュースタッドにトレードされた。オーストラリアでの初年度種付料は7700豪ドル。ところがその後、残された産駒のうちビホルダーがブリーダーズカップ・ジュヴェナイルフィリーズを制し、一転してアメリカ合衆国のウォルマックファームがシャトル種牡馬として受け入れ、翌2013年もアメリカ合衆国で供用されることとなった。とはいえ、2013年の種付料は7500ドルと、大幅に評価を回復するまでには至らなかった。
一方、日本では2010年産までの外国産馬および持ち込み馬計9頭のうち、ヘニーハウンドとケイアイレオーネが重賞を制する活躍を見せていた。この活躍を受けて2013年10月、日本に輸入され、優駿スタリオンステーションで供用されることが決まった。日本での初年度種付料は180万円。すると同年11月にはビホルダーがブリーダーズカップ・ディスタフに勝利して2年連続のエクリプス賞受賞を決定づけ、12月にはアジアエクスプレスが朝日杯フューチュリティステークスを制し、さらに大きな注目を集めた。加えて同じ父を持つ同年の新種牡馬ヨハネスブルグが日本の中央および総合リーディングファーストシーズンサイアーとなったことも追い風となった。その結果、初年度となる2014年の種付け頭数は優駿スタリオンステーション歴代1位となる191頭を数えた。以後も、2016年にモーニンがフェブラリーステークスを勝利するなど、輸入された産駒が活躍している。一方、アメリカ合衆国ではビホルダーが通算4回エクリプス賞を受賞する偉業を成し遂げたが、それ以外の産駒はG3勝ちまでにとどまっている。
日本での初年度産駒は2017年デビュー。6月18日に日本における供用で生産された産駒によるJRA初勝利。

### 主な産駒
※生年ごとに五十音順で記載。太字はGI、JpnI、J・GIのいずれかの勝ち馬。海外調教馬はG1勝ち馬のみ。斜体は地方重賞を示す。

### グレード制重賞優勝馬
- 2008年産
  - ヘニーハウンド[17] - 2011年ファルコンステークス、種牡馬
- 2010年産
  - ケイアイレオーネ[18] - 2012年兵庫ジュニアグランプリ、2013年シリウスステークス、2016年大井記念、2017年報知オールスターカップ、フジノウェーブ記念、スパーキングサマーカップ
  - ビホルダー / Beholder[19] - 2012年ブリーダーズカップ・ジュヴェナイルフィリーズ、2013年ラスヴァージネスステークス、サンタアニタオークス、ゼニヤッタステークス、ブリーダーズカップ・ディスタフ、2014年ゼニヤッタステークス、2015年クレメント・L・ハーシュステークス、パシフィッククラシック、ゼニヤッタステークス、2016年ヴァニティーマイルステークス、ブリーダーズカップ・ディスタフ
- 2011年産
  - アジアエクスプレス[20] - 2013年朝日杯フューチュリティステークス、2014年レパードステークス、種牡馬
- 2012年産
  - モーニン[21] - 2016年根岸ステークス、フェブラリーステークス、2018年コリアスプリント
- 2015年産
  - ドンフォルティス[22] - 2017年北海道2歳優駿
  - レピアーウィット[23] - 2021年マーチステークス
- 2016年産
  - ワイドファラオ[24] - 2019年ニュージーランドトロフィー、ユニコーンステークス、2020年かしわ記念
- 2017年産
  - フルデプスリーダー - 2022年エルムステークス
  - タガノビューティー - 2024年JBCスプリント
- 2018年産
  - アランバローズ - 2020年ゴールドジュニア、ハイセイコー記念、全日本2歳優駿、2021年東京ダービー
  - ウェルドーン - 2021年関東オークス
- 2019年産
  - セキフウ - 2021年兵庫ジュニアグランプリ、2023年エルムステークス
- 2020年産
  - ペリエール - 2023年ユニコーンステークス、2025年エルムステークス [25]
  - セラフィックコール - 2023年みやこステークス、2024年ダイオライト記念、2025年ダイオライト記念[26]
- 2021年産
  - ゼルトザーム - 2023年函館2歳ステークス[27]
  - アマンテビアンコ - 2024年羽田盃[28]

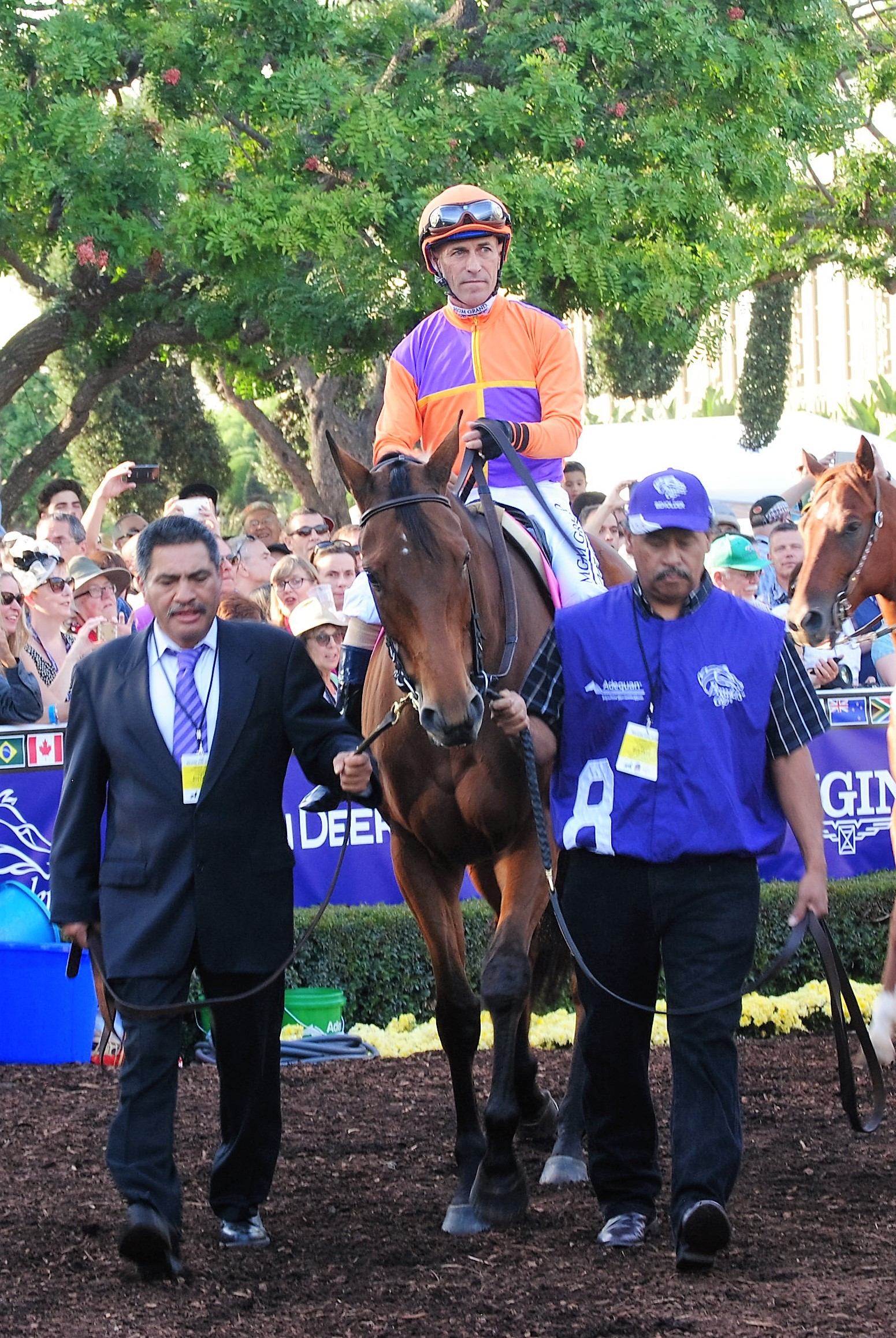
ビホルダー（2010年産）
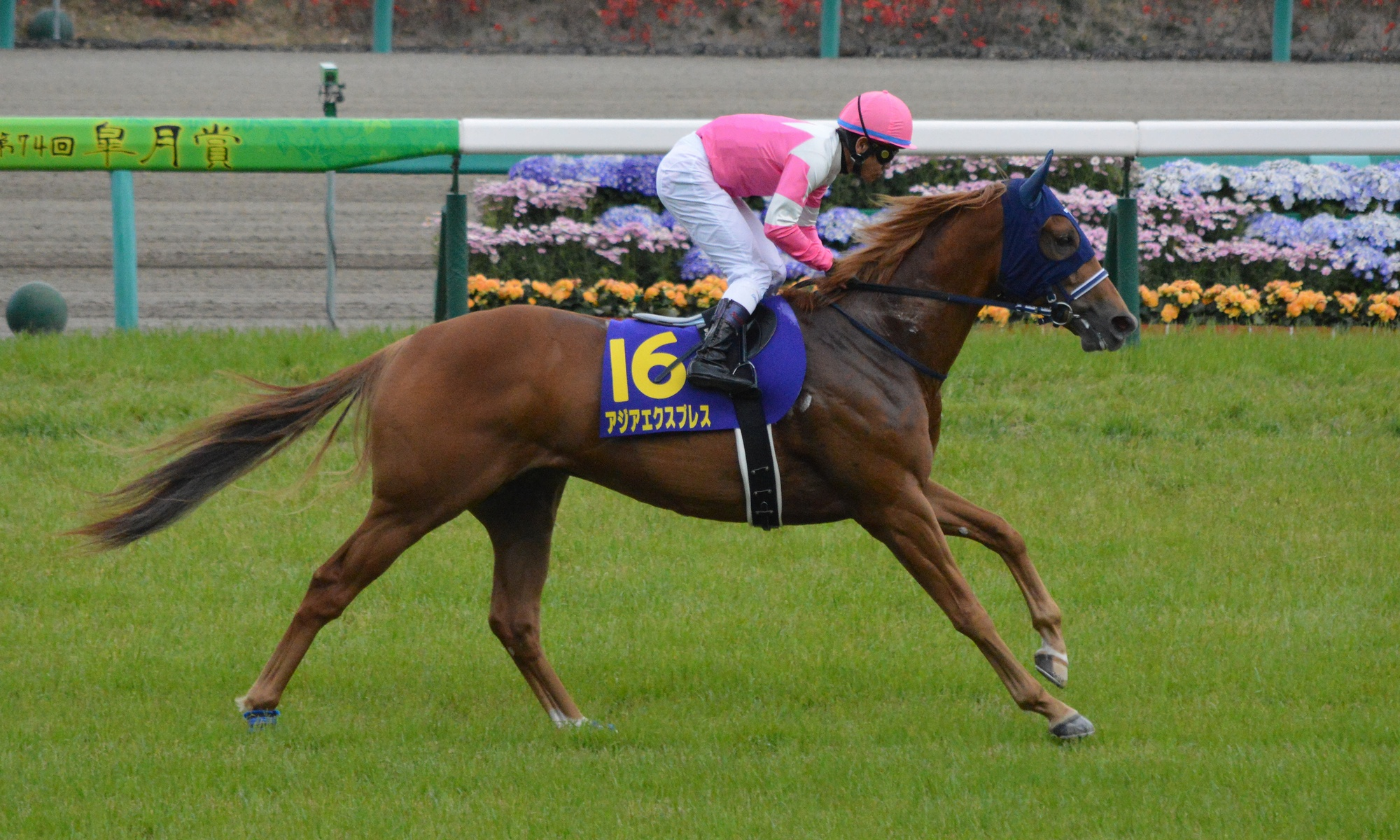
アジアエクスプレス（2011年産）
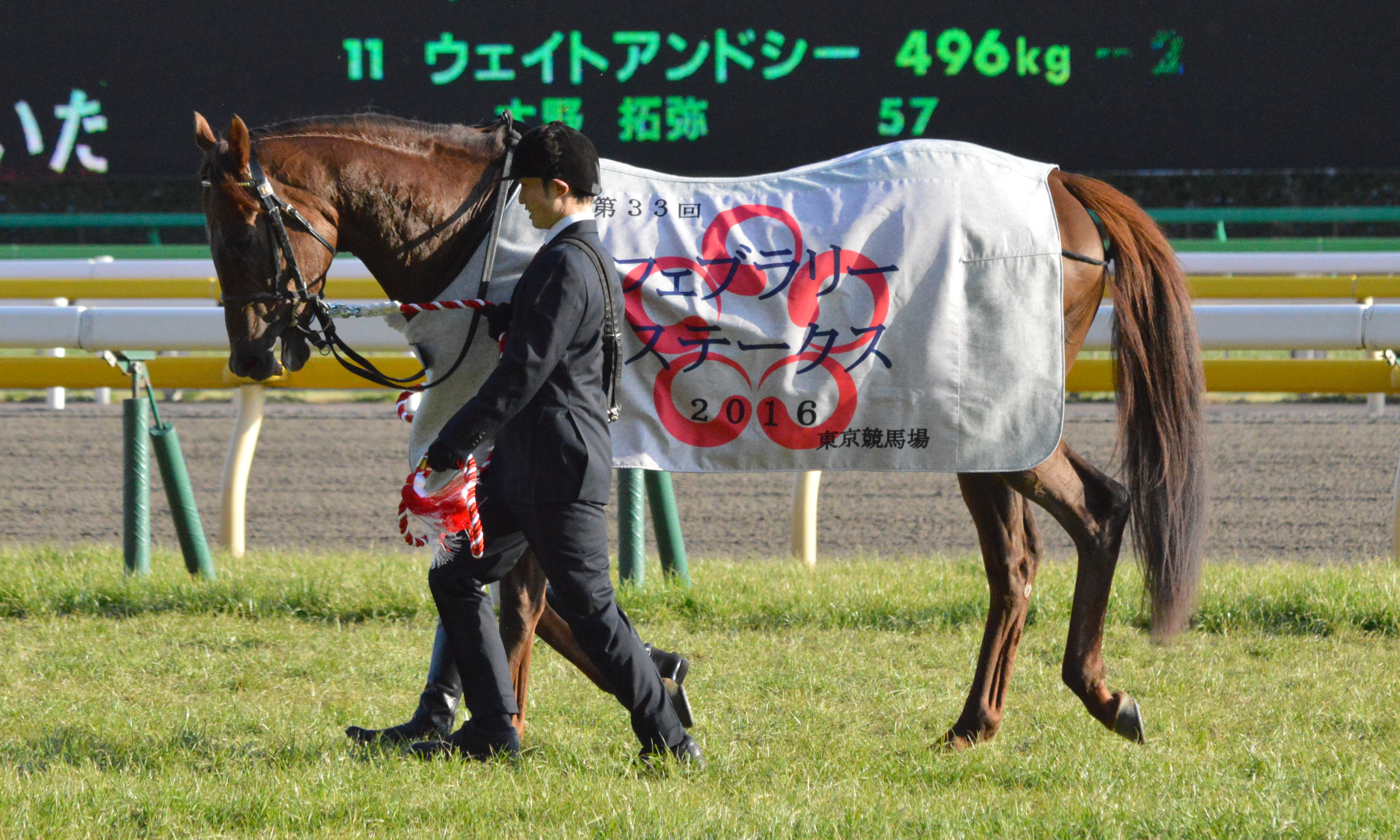
モーニン（2012年産）
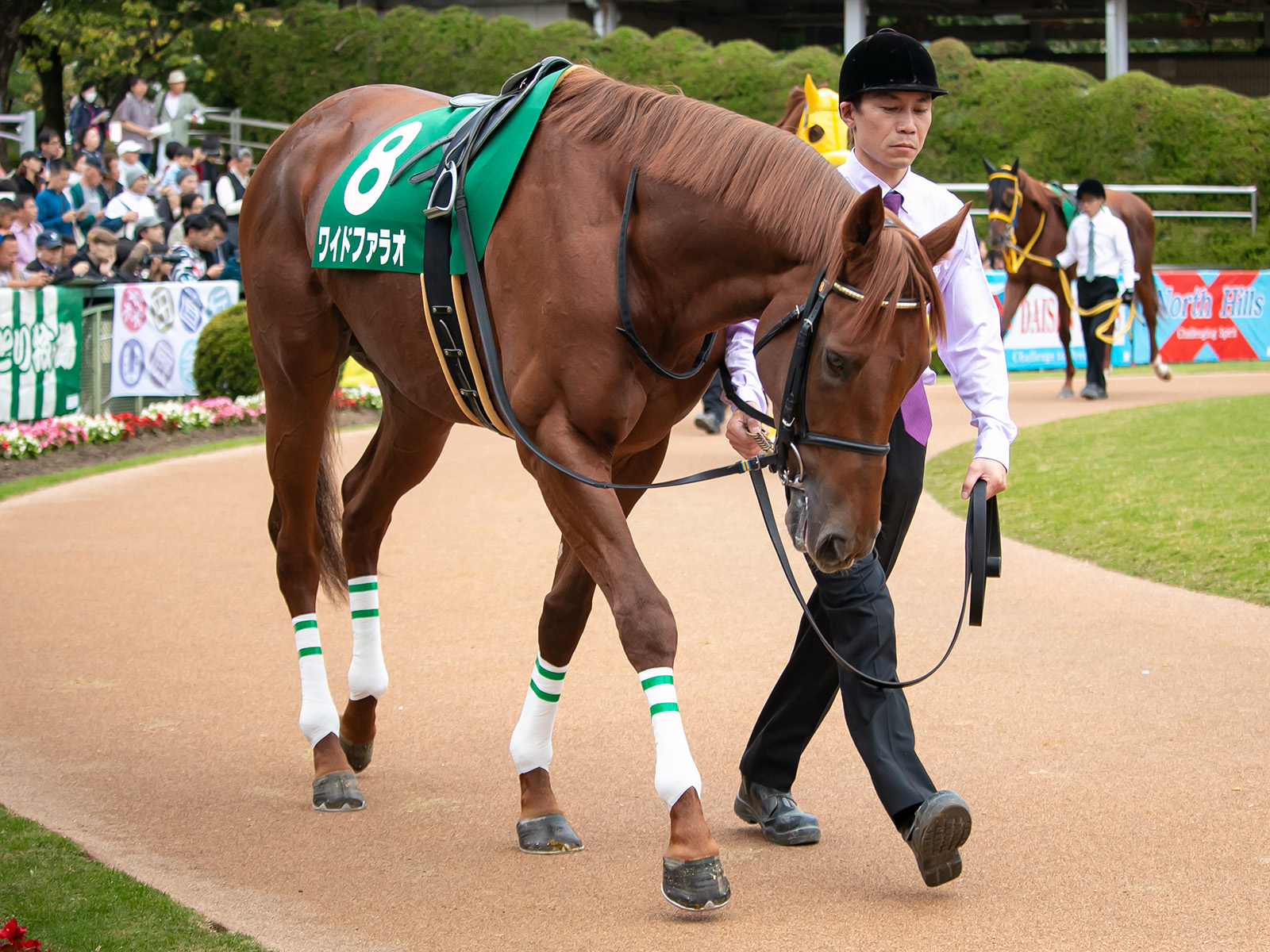
ワイドファラオ（2016年産）
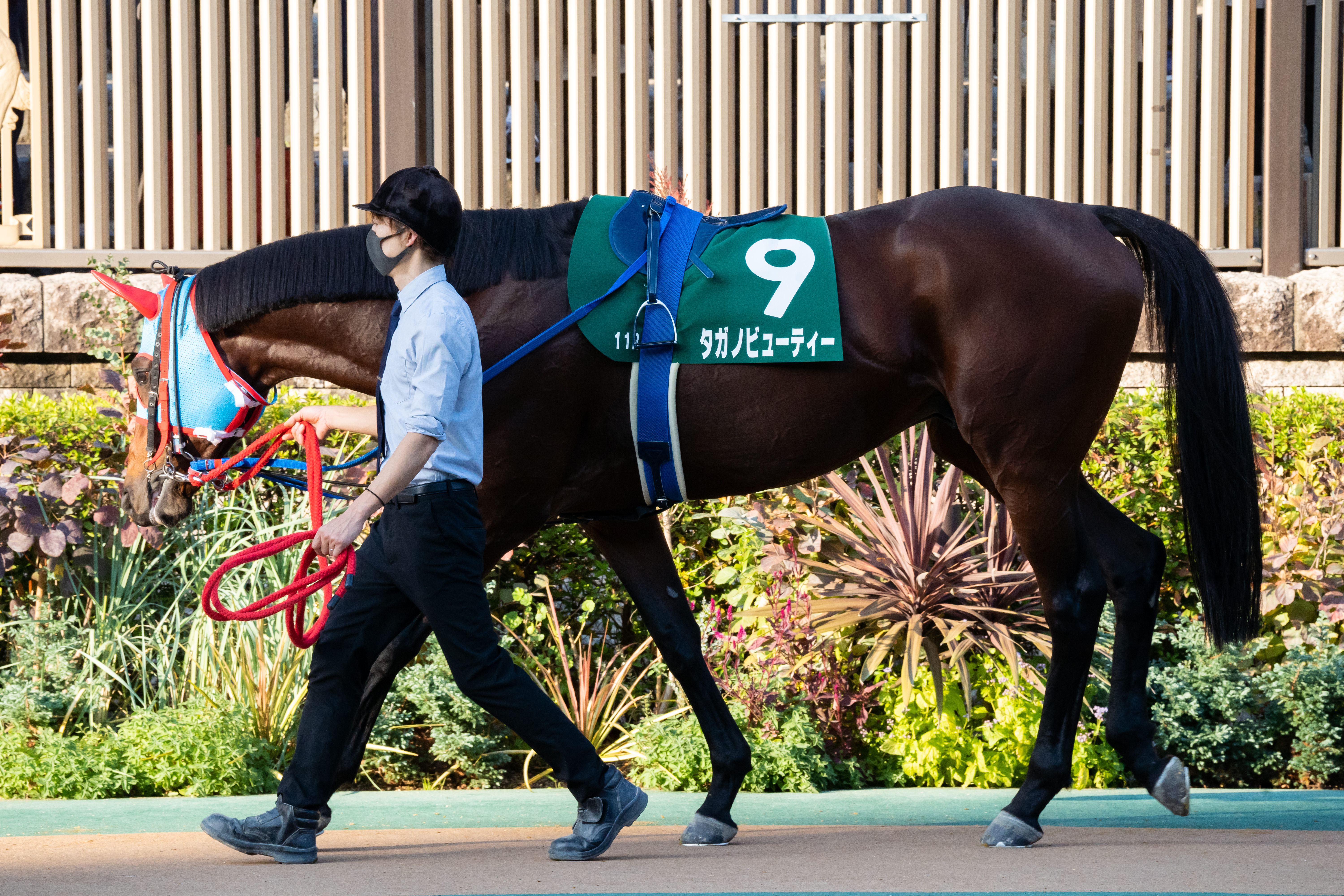
タガノビューティー(2017年産)

### 地方重賞優勝馬
- 2015年産
  - カネトシピュール[29] -2020年御厨人窟賞
  - キタノナシラ[30] -2020年ウインター争覇
  - プロミストリープ[31] - 2018年桜花賞
- 2016年産
  - ロックスピリット[32] - 2022年栗駒賞
- 2017年産
  - レイチェルウーズ[33] -  2019年東京2歳優駿牝馬、 2020年ユングフラウ賞
  - レインズパワー[34] - 2019年金の鞍賞、 2020年黒潮皐月賞
  - コパノリッチマン - 2020年王冠賞、2025年黒潮スプリンターズカップ
  - コパノフィーリング - 2021年習志野きらっとスプリント、兵庫ゴールドカップ、2022年川崎スパーキングスプリント、兵庫ゴールドカップ[35]
  - アメージングラン - 2022年建依別賞
- 2019年産
  - シャルフジン - 2021年ブリーダーズゴールドジュニアカップ、2022年雲取賞、京浜盃
  - ベルレフォーン - 2022年菊水賞
- 2020年産
  - ボヌールバローズ - 2022年ラブミーチャン記念、2023年楠賞[36]
  - ポリゴンウェイヴ - 2023年ニューイヤーカップ、クラウンカップ
- 2022年産
  - ビバロジータ - 2025年石川優駿
  - マウンテンローレル - 2025年黒潮盃

### 母の父としての主な産駒
- 2015年産
  - モノモイガール / Monomoy Girl（父Tapizar）[37] - 2018年ブリーダーズカップ・ディスタフ、ケンタッキーオークス、エイコーンステークス、CCAオークス、アッシュランドステークス、2020年ラトロワンヌステークス、ブリーダーズカップ・ディスタフ
- 2021年産
  - タマラ / Tamara（父Bolt d'Oro）[38] - 2023年デルマーデビュータントステークス
  - カーソンズラン / Carson's Run（父Cupid）[39] - 2023年サマーステークス、2024年サラトガダービー

## 血統表
| ヘニーヒューズの血統                     | ヘニーヒューズの血統                        | ヘニーヒューズの血統 | （血統表の出典）    | （血統表の出典） |
| 父系                                     | ストームバード系                            | ストームバード系     | ストームバード系    | [ § 2 ]          |
| 父 *ヘネシー 1993 栗毛 アメリカ合衆国    | 父の父Storm Cat 1983 黒鹿毛 アメリカ合衆国  | Storm Bird           | Northern Dancer     | Northern Dancer  |
| 父 *ヘネシー 1993 栗毛 アメリカ合衆国    | 父の父Storm Cat 1983 黒鹿毛 アメリカ合衆国  | Storm Bird           | South Ocean         |                  |
| 父 *ヘネシー 1993 栗毛 アメリカ合衆国    | 父の父Storm Cat 1983 黒鹿毛 アメリカ合衆国  | Terlingua            | Secretariat         | Secretariat      |
| 父 *ヘネシー 1993 栗毛 アメリカ合衆国    | 父の父Storm Cat 1983 黒鹿毛 アメリカ合衆国  | Terlingua            | Crimson Saint       |                  |
| 父 *ヘネシー 1993 栗毛 アメリカ合衆国    | 父の母Island Kitty 1976 栗毛 アメリカ合衆国 | Hawaii               | Utrillo             | Utrillo          |
| 父 *ヘネシー 1993 栗毛 アメリカ合衆国    | 父の母Island Kitty 1976 栗毛 アメリカ合衆国 | Hawaii               | Ethane              |                  |
| 父 *ヘネシー 1993 栗毛 アメリカ合衆国    | 父の母Island Kitty 1976 栗毛 アメリカ合衆国 | T.C. Kitten          | Tom Cat             | Tom Cat          |
| 父 *ヘネシー 1993 栗毛 アメリカ合衆国    | 父の母Island Kitty 1976 栗毛 アメリカ合衆国 | T.C. Kitten          | Needlebug           |                  |
| 母 Meadow Flyer 1989 栗毛 アメリカ合衆国 | 母の父Meadowlake 1983 栗毛 アメリカ合衆国   | Hold Your Peace      | Speak John          | Speak John       |
| 母 Meadow Flyer 1989 栗毛 アメリカ合衆国 | 母の父Meadowlake 1983 栗毛 アメリカ合衆国   | Hold Your Peace      | Blue Moon           |                  |
| 母 Meadow Flyer 1989 栗毛 アメリカ合衆国 | 母の父Meadowlake 1983 栗毛 アメリカ合衆国   | Suspicious Native    | Raise a Native      | Raise a Native   |
| 母 Meadow Flyer 1989 栗毛 アメリカ合衆国 | 母の父Meadowlake 1983 栗毛 アメリカ合衆国   | Suspicious Native    | Be Suspicious       |                  |
| 母 Meadow Flyer 1989 栗毛 アメリカ合衆国 | 母の母Shortley 1980 黒鹿毛 アメリカ合衆国   | Hagley               | Olden Times         | Olden Times      |
| 母 Meadow Flyer 1989 栗毛 アメリカ合衆国 | 母の母Shortley 1980 黒鹿毛 アメリカ合衆国   | Hagley               | Teo Pepi            |                  |
| 母 Meadow Flyer 1989 栗毛 アメリカ合衆国 | 母の母Shortley 1980 黒鹿毛 アメリカ合衆国   | Short Winded         | Harvest Singing     | Harvest Singing  |
| 母 Meadow Flyer 1989 栗毛 アメリカ合衆国 | 母の母Shortley 1980 黒鹿毛 アメリカ合衆国   | Short Winded         | Wind Cloud          |                  |
| 母系(F-No.)                              | (FN:25)                                     | (FN:25)              | (FN:25)             | [ § 3 ]          |
| 5代内の近親交配                          | 5代内アウトブリード                         | 5代内アウトブリード  | 5代内アウトブリード | [ § 4 ]          |
| 出典                                     | 1. 2. 3. 4.                                 | 1. 2. 3. 4.          | 1. 2. 3. 4.         | 1. 2. 3. 4.      |

- 祖母Shortley[42]は米G3勝ち馬。
- 3代母Short Winded[43]の子孫からは複数の重賞勝ち馬が出ている。

## 参考
- ヘニーヒューズ(USA)｜JBISサーチ（JBIS-Search） - 血統表など
- Henny Hughes (KY) - 競走成績など
- Henny Hughes | Progeny | Racing Post - 種付料、産駒成績など